# Creu de Pedra (Sant Martí de Tous)
La Creu de Pedra, també anomenada Creu de terme de la Passada o Creu de les Bassulles, és una creu de terme del municipi de Sant Martí de Tous (Anoia) protegida com a bé cultural d'interès local. Ocupa el lloc d'una antiga Creu de Pedra, avui desapareguda.

## Descripció
Creu llatina de braços retallats imitant motius decoratius gòtics, esquematitzats, ja que configuren un perfil mixtilini. Aquesta forma recorda, en certa manera, el perfil de la creu original, destruïda durant la Guerra Civil, de la que es conserven imatges gràfiques dels anys 1913 i 1918. La creu, de superfície llisa, se sosté damunt un capitell (magolla) de secció quadrangular amb estilitzades volutes que emmarquen un escut al centre de cada cara. El fust és llis, de secció octogonal. Es recolza damunt una graonada de planta circular amb quatre graons de diàmetre decreixent en alçada.

## Història
L'actual creu fou ubicada en el lloc on hi havia l'original creu de pedra, destruïda durant la Guerra Civil i de la qual se'n conserven algunes imatges fotogràfiques dels anys 1913 i 1918. L'any 1947, dins els actes de la Santa Missió és va beneir l'actual Creu de Terme.